# Azuragrion granti
Azuragrion granti é uma espécie de libelinha da família Coenagrionidae.
É endémica de Iémen.
Os seus habitats naturais são: rios, lagos de água doce intermitentes, marismas de água doce e lagoas.
Está ameaçada por perda de habitat.